# Torpedo Data Computer

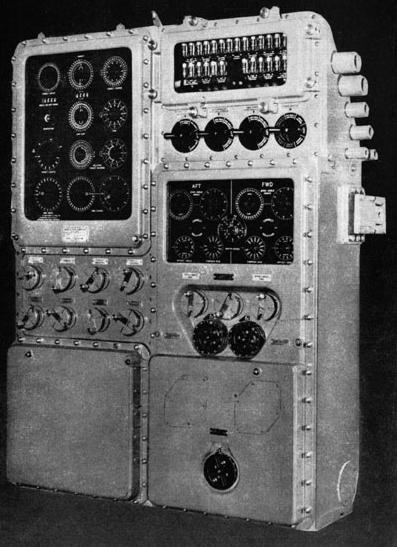
Torpedo Data Computer Mark III

Torpedo Data Computer (TDC) – amerykański elektromechaniczny komputer analogowy stanowiący standardowe wyposażenie okrętów amerykańskiej floty podwodnej podczas drugiej wojny światowej. Opracowany z inicjatywy Bureau of Ships przez Arma Corporation komputer kierowania ogniem torpedowym, przetwarzał uzyskiwane z peryskopu lub sonaru dane o odległości do celu, kącie biegu celu oraz jego prędkości. TDC automatycznie wyliczał kurs nieprzyjacielskiej jednostki w relacji do kursu okrętu podwodnego oraz obliczał i ustawiał kąt żyroskopu torped właściwy do przechwycenia celu. Dane były jednocześnie obrazowane na cyferblatach, co zapewniało dowódcy okrętu nieprzerwany obraz sytuacji taktycznej podczas walki. Torpedy po opuszczeniu wyrzutni torpedowych okrętu podwodnego, wykonywały zwrot o wartość kąta odchylenia żyroskopu obliczonego przez TDC, który był automatycznie wprowadzany do torped tuż przed strzałem. W konsekwencji, amerykańscy dowódcy – w przeciwieństwie do m.in. brytyjskich – nie byli zmuszeni do celowania całym okrętem w wyznaczony punkt przechwycenia celu. Nie stali wobec konieczności ustawicznego samodzielnego wykonywania niezbędnych do ataku obliczeń. Torpedo Data Computer na bieżąco wykonywał obliczenia uwzględniające zmiany kursu, pozycji oraz kąta względem siebie okrętu podwodnego oraz jego celu.
Druga wersja systemu (Mark II) została opracowana przez  Ford Instrument Company, Mark III zaś – najlepsza z wszystkich wersji TDC – ponownie przez Arma Corporation.